# Лобазиха
Лобазиха — посёлок в Тавдинском городском округе Свердловской области России.

## Географическое положение
Посёлок Лобазиха муниципального образования «Тавдинском городском округе» Свердловской области расположена в 52 километрах (по автотрассе в 86 километрах) к северу-северо-востоку от города Тавда. В посёлке расположено железнодорожная станция Лобазиха Свердловской железной дороги.

## Население
| 2002 | 2010 | 2021 |
| ---- | ---- | ---- |
| 46   | ↘27  | ↘4   |